# Юйцзюлюй Доулунь
Юйцзюлюй Доулунь (кит.: 郁久閭豆崙; д/н — 492) — 8-й жужанський каган у 485—492 роках.

## Життєпис
Син кагана Юйчена. 485 року очолив похід проти імперії Вей. В цей час помер його батько, й Долулунь став новим каганом під ім'ям Фуміндунь-каган (Сталий каган). Продовжив напади на прикордонні вейські землі, проте без успіху.
Невдачі призвели до внутрішнього суперництва. Каган змушений був декілька разів приборкувати виступи знаті. Доулунь наказав стратити «князя» Шілохоу та його родичів до третього коліна за пораду замиритися з імперією Вей.
487 року племена тєле чисельністю 100 тис. осіб на чолі із Афучжіло вийшли з-під влади кагана й відкочували до верхів'їв Іртиша, де оголосили себе незалежними. Спроба кагана повернути їх зазнала поразки. 488 року Доулунь разом зі стрийком Нагаєм знову виступив проти тєле, втім каганове військо зазнало поразки, а Нагай переміг, що підняло його авторитет.
У 490 році стикнувся з коаліцією вейського імператора Сяо Вень-ді, племен татабів й киданів, що завдали поразки жужанам, захопивши східне крило каганату. В цей час він перебував у поході проти держави Юебань, яку з заходу атакували ефталіти. Переможці розділили захоплені володіння.
У 492 році проти жужанського кагана знову виступила 70-тисячна вейська армія. Невдовзі Долулуня разом з матір'ю було вбито знаттю, яка оголосила Нагая новим каганом.

## Девіз панування
«Тайпін» (太平) — Небесний спокій.